# Heteropsomys insulans
Heteropsomys insulans é uma espécie de roedor extinto da família Echimyidae.
Era endêmico de Porto Rico e da ilha Vieques.